# 1976 en jeu vidéo
 (octobre 2019).
Si vous disposez d'ouvrages ou d'articles de référence ou si vous connaissez des sites web de qualité traitant du thème abordé ici, merci de compléter l'article en donnant les références utiles à sa vérifiabilité et en les liant à la section « Notes et références ».
Cet article présente les faits marquants de l'année 1976 concernant le jeu vidéo.

## Événements
- La console Fairchild VES sort ; elle est renommée Fairchild Channel F lorsqu'Atari sort une console au nom similaire un an plus tard[1].
- Première apparition de la vibration sur borne d'arcade[2] avec la sortie de Fonz[3].
- Sortie de la Coleco Telstar, qui se vendra à plus d'un million d'exemplaires, un succés phénoménal pour l'époque.

## Principales sorties de jeux
- Death Race de Exidy[4], le premier jeu à provoquer une controverse sur la violence dans les jeux vidéo[5] ;
- Breakout, le premier jeu de type casse-brique[6] ;
- Barricad, un jeu d'habileté de l'éditeur RamTek[7] ;
- Moria, premier dungeon crawler en trois dimensions et en vue à la première personne[8].

## Meilleures ventes
Pong sur console.